# Taliso Engel
Taliso Engel (* 4. Juni 2002 in Lauf an der Pegnitz) ist ein deutscher Para-Schwimmer. Er tritt für den 1. FCN Schwimmen sowie für die SG Bayer Leverkusen an. Er gewann zweimal bei  Paralympischen Spielen eine Goldmedaille im Brustschwimmen.

## Leben
Engel wurde 2002 in Lauf an der Pegnitz geboren. Er hat eine angeborene Sehbehinderung. 2018, im Alter von 16 Jahren, gewann er bei den Europameisterschaften in Dublin die Bronzemedaille in der Disziplin 100 Meter Brust, und 2019 gewann er bei den Para-Weltmeisterschaften in London in dieser Disziplin die Goldmedaille.
Am 1. September 2021 siegte Engel bei den Paralympics in Tokio über 100 Meter Brust in Weltrekordzeit von 1:02,97 Minuten. Für diese Leistung wurde er von Bundespräsident Frank-Walter Steinmeier am 8. November 2021 mit dem Silbernen Lorbeerblatt ausgezeichnet. Zudem wurde er zu Deutschlands Sportler des Monats gewählt. Am 5. September 2024 stellte er während eines paralympischen Vorlaufs der Männer mit Sehbeeinträchtigung 13 (SB 13) wieder einen Weltrekord mit 1:01,84 Minuten auf 100 m Brust auf. Im Finale gewann er anschließend die Goldmedaille.
Im April 2025 wurde Engel zum Parasportler des Jahres gewählt. Im Monat darauf wurde er in der 18. Staffel der RTL-Tanzshow Let’s Dance zusammen mit seiner Tanzpartnerin Patricija Ionel Zweiter.